# Banu Qasi
I Banu Qasi (in arabo  بنو قاسي‎?, Banū Qāsī) erano un'importante famiglia muladi della valle dell'Ebro, della Spagna islamica, tra l'VIII ed il X secolo.

I domini dei Banu Qasi, alla fine del IX secolo, si estendevano dalla valle dell'Ebro, sino ai Pirenei e alla contea di Barcellona

Il nome significa figli di Casi, in quanto il capostipite era un governatore visigoto della valle dell'Ebro, tra Tarazona, Nájera e Ejea di nome Cassio o Casi, che si alleò con i musulmani e si convertì all'Islam ed il nome Casius sarebbe quindi stato arabizzato in Qāsī. Nel 714 accompagnò a Damasco il wali di al-Andalus Mūsā ibn Nuṣayr, per poter essere ricevuto dal califfo al-Walīd I, che lo mantenne nel governatorato che già ricopriva coi re visigoti. Cassio ebbe cinque figli:
- Fortun, Abū Ṭāhir, Abū Salama, Yūnus e Yaḥyā ibn Qāsī.

Con l'avvento dell'emirato di Cordova, i Banū Qāsī continuano a governare la valle dell'Ebro ed approfittando della lotta tra Arabi e Berberi, ampliarono i loro domini.
Mantennero anche un buon rapporto con i loro vicini cristiani, tanto che uno dei figli di Fortun, Musa ibn Fortún ((m. 802), sposò Oneca, figlia di García di Guascogna), vedova di Íñigo Jimenez Arista († 781), figlio di Semen, duca di Guascogna, cui in tarda età, dall'812 all'816), aveva dato il figlio Eneco Arista († 852), futuro primo re di Navarra.

Uno dei figli di Musa I fu Mutarrif I b. Mūsā, nominato wālī di Pamplona nel 788, assassinato nel 799. Íñigo Arista prese il potere a Pamplona nel 799 e poi nell'801, si rese indipendente dall'emirato di Cordova.
Un altro figlio di Mūsā I fu Mūsā ibn Mūsā (785-862), il più importante membro della dinastia, che divenne wālī di Saragozza.
Dopo lui la famiglia continua a governare la valle dell'Ebro per altre quattro generazioni, dopodiché, nella prima metà del X secolo la famiglia perse d'importanza tanto da non essere più citata nelle cronache.

## Albero genealogico
```
                       NN = Conte Cassio 
  ________________________|_____________________________________________________________
  |                     |                  |                     |                     |
 Abu Tahir            Fortun I = NN       Abu Salama             Yunus                 Yahya 
                         ______|________________
                         |                     |
Jimenex Arista = Oneca = 
Musa I
               Zahir
 ____________________|______________________________________________________________________
 |             |                   |                     |         |          |             |
Mutarrif     Fortun    
Musa II
 = Assona Iñiguez    Yunus      Lubb     Yuwartas      Garsiya
                               = Maymona        
      _________________________|___________________________________________________________
      |                                       |              |             |              |
  Mutarrif    = Falasqueta                   Lubb II      Fortun        Isma'il          Oria 
   ___________|________                       |              |             | 
   |          |       |                       |              |             | 
Muhammad    Musa     Lubb                  Muhammad I     Isma'il       Muhammad
                         _____________________|_________________           | 
                         |                    |                |           | 
                       Mutarrif             Lubb II        ʿAbd Allah     Lubb
                                              |             ___|_________________ 
                                              |             |                   | 
                                            Fortun      Muhammad              Fortun
```